# Грицай Олексій Михайлович
Олексі́й Миха́йлович Грица́й (22 лютого (7 березня) 1914, Санкт-Петербург, Росія — 1998, Москва) — російський живописець-пейзажист.

## Біографічні дані
Навчався в Ленінграді в Інституті живопису, скульптури та архітектури Всеросійської Академії мистецтв (1932—1939) в Ісака Бродського та Василя Яковлєва.
Викладав у Московському художньому інституті імені Василя Сурикова (1948—1952, від 1964; професор від 1966).
У пейзажах розвивав традиції російського пейзажного живопису другої половини 19 століття.
Картини Грицая зберігаються, зокрема, в Третьяковській галереї (Москва).
Став прообразом червоноармійця Олексія Горскова з книги Сергія Баруздіна «Само по собі». У книзі, зокрема, зображено події перших днів війни в Кам'янці-Подільському та на Кам'янеччині, в яких брав участь Грицай.

## Звання, відзнаки
- Народний художник РРФСР (1963).
- Народний художник СРСР (1974).
- Дійсний член Академії мистецтв СРСР (1964).
- Сталінська премія (1951) за картину «В Жигулях. Буряний день» (1948—1950).
- Сталінська премія (1952) за картину «Засідання Президії АН СРСР» (1951; співавтори Василь Єфанов та ін.).
- Державна премія СРСР (1978) за цикл пейзажів.
- Державна премія РРФСР імені Іллі Рєпіна (1973).
- Бронзова медаль Всесвітньої виставки в Брюсселі (1958).
- Ордени Вітчизняної війни другого ступеня, Трудового Червоного Прапора, медалі.